# Evolución de los cetáceos

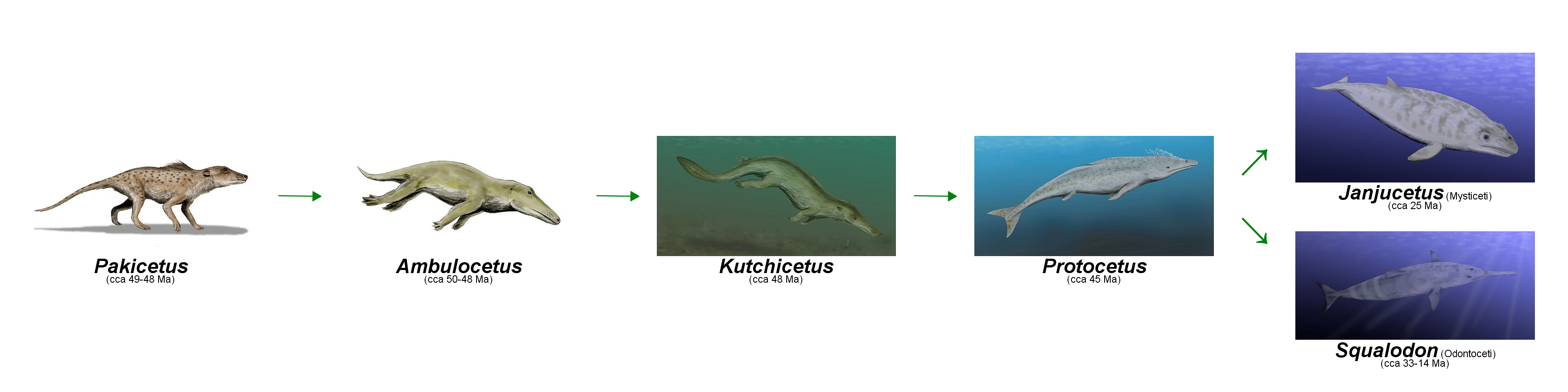
Árbol evolutivo de los cetáceos.

Los cetáceos poseen ancestros que habitaron antiguamente en tierra firme.
Su origen queda claro cuando se aprecia que respiran aire de la superficie, los huesos de sus aletas pectorales asemejan manos, y presentan un movimiento vertical de la columna vertebral al nadar (característica más semejante al caminar de los mamíferos que al nadar de los peces).
La forma en cómo estos animales evolucionaron de la vida terrestre a una total dependencia del agua fue un misterio por mucho tiempo, debido a las «lagunas» de registros fósiles. Sin embargo, recientes descubrimientos han posibilitado ver la transición de los cetáceos a la vida acuática.
También de acuerdo al consenso científico actual, los cetáceos, los hipopótamos y sus antepasados extintos forman un suborden o clado de artiodáctilos semiacuáticos o acuáticos conocido como Whippomorpha o Cetancodonta.

## Teoría tradicional y recientes descubrimientos

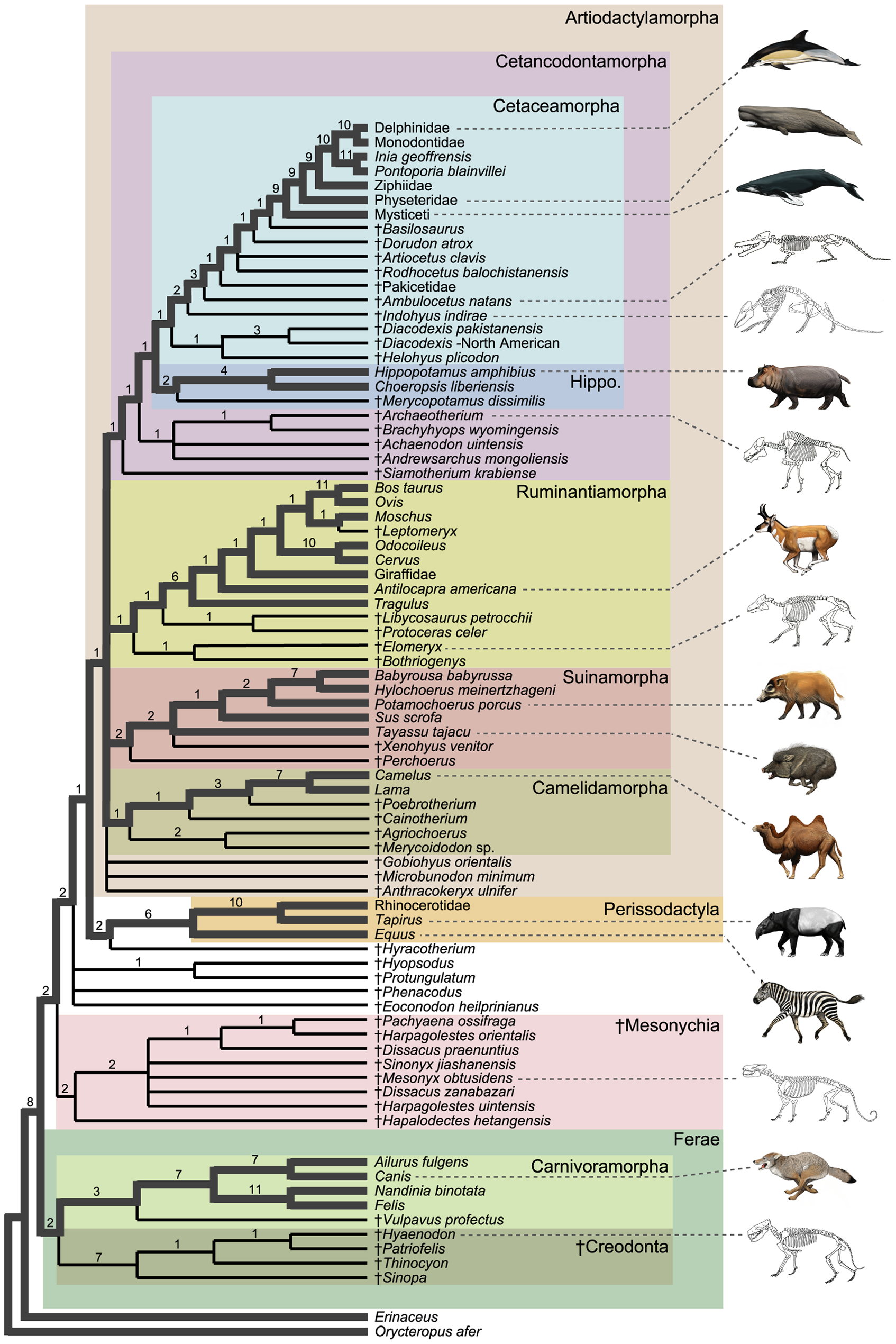
Cladograma de Cetacea dentro de Cetartiodactyla.

La teoría más aceptada de la evolución de cetáceos es que las ballenas estaban relacionados con los mesoniquios, un orden extinto de ungulados carnívoros, que parecían más bien lobos con pezuñas. Estos animales poseían inusuales dientes triangulares, similares a los de las ballenas. Por esta razón, los científicos han creído por mucho tiempo que las ballenas evolucionaron de una forma de Mesonychia.
Sin embargo, desde comienzos de la década de 1990 el análisis de ADN indica que las ballenas deben incluirse entre artiodáctilos. Lo más probable es que son un grupo Hippopotamidae, profundamente emparentado a los artiodáctilos.
El reciente descubrimiento de Pakicetus, la primera proto-ballena, apoya los estudios de ADN. Los esqueletos de Pakicetus no derivan directamente de Mesonychia, pues realmente los proto-ballenas fueron artiodactilos.
Una implicación interesante es que los primeros antepasados de todos los mamíferos con pezuña, fueron probablemente al menos en parte carnívoros o carroñeros. Los cetáceos, debido a la fácil disponibilidad de animales de presa y su necesidad de mayor contenido calórico para vivir como marinos endotermos, conservaron su dieta carnívora, al igual que los Mesonychia.

## Indohyus(Raoellidae)

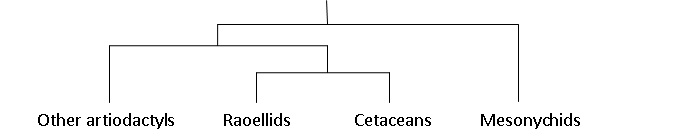
Posibles relaciones entre los cetáceos y otros grupos de ungulados.

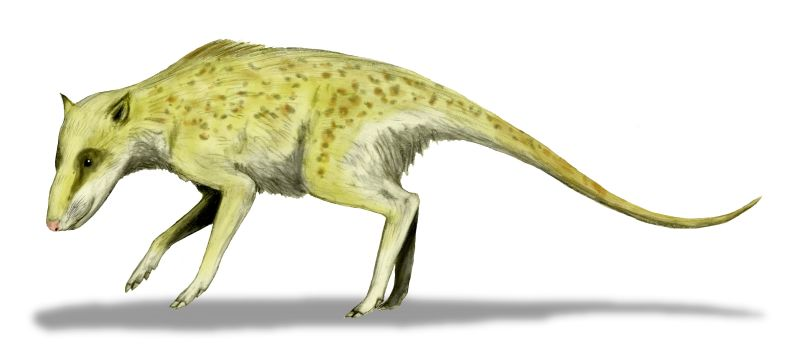
Reconstrucción de Indohyus major.

Indohyus era una pequeña criatura algo parecida a un ciervo, que vivió hace unos 48 millones de años en la región de Cachemira. Pertenece a la familia de artiodáctilos conocida como Raoellidae, que se cree era el grupo hermano más cercano de Cetacea. Con el tamaño de un mapache o un gato doméstico, este animal herbívoro compartía algunos rasgos de las ballenas, siendo el más notable el involucrum, un patrón de crecimiento óseo que es un rasgo característico de los cetáceos, y no se halla en ningún otro grupo. También mostraba signos de adaptaciones a la vida acuática, incluyendo una cubierta externa gruesa y pesada y huesos de las extremidades densos que reducen la flotabilidad de modo que pudieran permanecer bajo el agua, siendo similares a las adaptaciones halladas en animales como los hipopótamos. Esto sugiere una estrategia de supervivencia parecida a la del antílope almizclero enano de agua el cual, cuando se ve amenazado por un ave de presa, bucea en el agua y se esconde bajo la superficie por más de cuatro minutos.

## Pakicétidos (Pakicetidae)

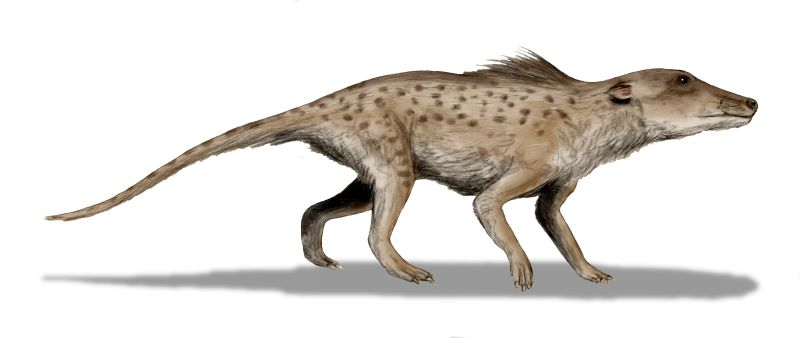
Reconstrucción de Pakicetus inachus.

Los Pakicetus fueron mamíferos terrestres con pezuñas, clasificados como cetáceos muy primitivos.
Vivieron en el Eoceno temprano, alrededor de 53.8 millones de años atrás. Recuerdan a un perro, pero con pezuñas y una cola gruesa. Se les vincula con los cetáceos por sus oídos: la estructura de la bulla auditiva se forma únicamente a partir del hueso ectotimpánico, lo cual es muy inusual y sólo se asemeja a la de los cráneos de cetáceos; esta característica es definitoria de los cetáceos y no se halla en ningún otro mamífero. Al principio se creyó que el oído de Pakicetus estaba adaptado a oír bajo el agua, pero como se podría esperar de la anatomía del resto del esqueleto, los oídos estaban especializados en oír en el aire y la adaptación a oír bajo el agua debió ser posterior.
Los dientes de Pakicetus también se asemejan a los dientes de ballenas fósiles; eran aserrados y tenían forma triangular (recuerdan a los dientes de los tiburones).

## Ambulocetus(Ambulocetidae)

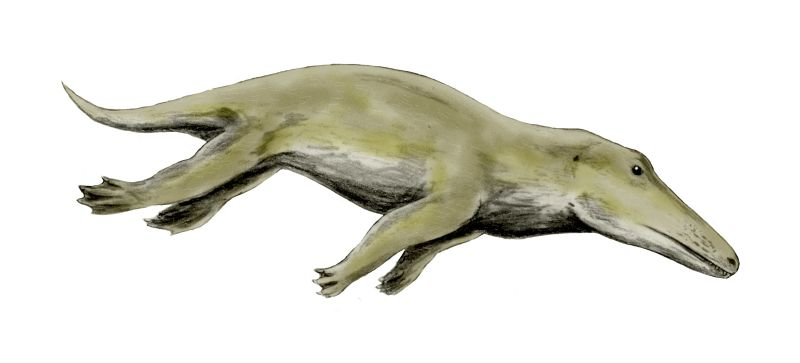
Reconstrucción de Ambulocetus natans.

Ambulocetus (literalmente, "Cetáceo que camina") es un género extinto de cetáceos primitivos que poseía la capacidad de moverse en tierra y en el agua. Es un fósil transicional y muestra cómo evolucionaron las ballenas a partir de mamíferos terrestres, tal y como muestran las dos especies que conforman la familia de los ambulocétidos: Ambulocetus natans e Himalayacetus subathuensis.
Siendo el descubrimiento paleontológico más notable de los llevados a cabo en Pakistán, Ambulocetus fue animal que parecía una mezcla entre mamífero y cocodrilo. De unos 3 m de largo, era claramente anfibio, ya que sus patas traseras estaban mejor adaptadas para la natación que para caminar sobre la tierra firme. Es probable que nadara con ondulaciones verticales de la columna, como las nutrias, focas y ballenas.
Se ha especulado sobre su método de caza, probablemente era similar al de los cocodrilos.Estaba al acecho en el agua hasta que una presa fuera a beber. El análisis químico de los dientes indica que era capaz de moverse entre agua dulce y salada. Ambulocetus no tenía oídos externos. Para detectar a sus presas en tierra, podrían haber bajado la cabeza al suelo y sentir las vibraciones.
Los científicos consideran que Ambulocetus era una ballena temprana porque comparte adaptaciones con ellas: tenía una adaptación en la nariz que le permitía tragar debajo del agua, Además, sus dientes son similares a las de los primeros cetáceos.
Himalayacetus es un género de cetáceo extinguido de la familia de los ambulocétidos que vivió en el Eoceno viviendo hace 53.5-48.6 millones de años. Se han encontrado sus fósiles en la India en la antigua línea costera del mar de Tetis, antes de que la Placa Índica hubiera colisionado con la costa cimmeria. Un único fósil fue hallado en los Himalayas, a los que debe su nombre.

## Remingtonocétidos (Remingtonocetidae)

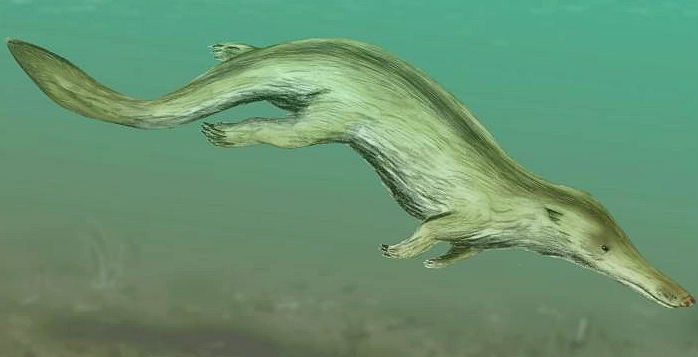
Reconstrucción de Kutchicetus minimus.

Eran animales carnívoros primitivos acuáticos (de agua dulce) comunes en las costas del antiguo océano de Tetis durante el Eoceno. Vivieron desde hace 48.8 hasta 41.3 millones de años y existieron por aproximadamente 7 millones de años.
Los miembros de esta familia tenían cuatro miembros funcionales y útiles, el cuerpo esbelto de cola larga y cabeza de tipo hidrodinámico. Estos pudieron haber compartido los territorios de agua dulce con antiguos cocodrilos, basados en la distribución de ambos géneros en el medio acuático.
Dalanistes es un género extinto de los primeros mamíferos carnívoros acuáticos de agua dulce de la familia Remingtonocetidae común en las líneas costeras del antiguo Mar de Tetis durante el Eoceno. Vivieron hace 48,6 a 37,2 millones de años, y existieron aproximadamente durante 11,4 millones de años.
Kutchicetus es género extinto de cetáceos arqueocetos que vivió hace unos 46 millones de años, durante el Eoceno. Se trata de un fósil transicional, que muestra como las ballenas evolucionaron de mamíferos terrestres al medio acuático. Era un animal pequeño, no más grande que una nutria, que aún tenía patas y podía moverse tanto en tierra como en el agua. Se caracterizaba por su hocico largo y delgado que probablemente utilizaba para capturar peces, de los que se alimentaba. Es el cetáceo más pequeño conocido de su época.

## Protocétidos(Protocetidae)
Los Protocétidos forman un variado y heterogéneo grupo de fósiles, descubiertos en Asia, Europa, África y América del Norte. Hay muchos géneros, algunos de ellos bien estudiados (por ejemplo, Rodhocetus). Aun conservaban miembros posteriores que les permitían desplazarse en tierra firme.

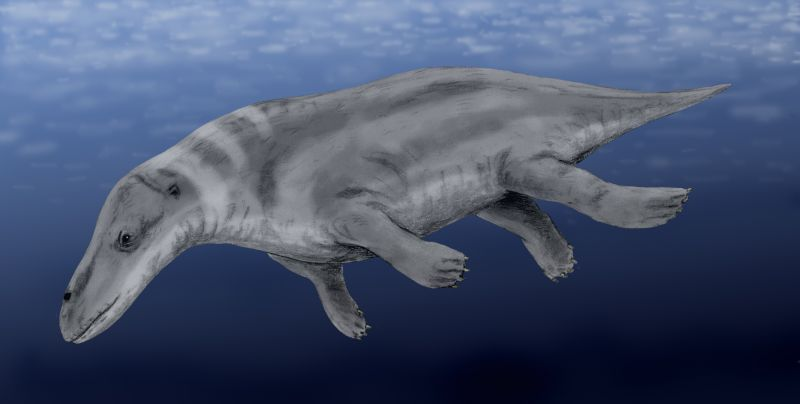
Rodhocetus balochistanensis.

Rodhocetus es un género extinto de cetáceos arqueocetos, que vivió durante el Eoceno medio hace entre 46 y 47 millones de años. Poseía adaptaciones para la vida marina, pero aún retenía muchas características de los mamíferos terrestres. La primera especie descubierta (Rhodocetus kasrani) todavía poseía rasgos anatómicos como una pelvis grande fundida a las vértebras, patas traseras y dientes diferenciados. De otra especie descubierta recientemente (Rodhocetus balochistanensis), se recuperaron los huesos del tobillo, cuyas características reforzaron el vínculo con los artiodáctilos, y lo alejó de los mesoniquios.
El Rodhocetus medía entre 1,5 y 5 metros, y era similar a una morsa o un león marino. Se apareaban y tenían sus crías en tierra firme. Sus extremidades posteriores eran reducidas, lo que le permitía impulsarse en el agua. La descripción de esta especie se ha realizado a partir de los fósiles encontrados en el año 2001 en Beluchistán (Pakistán), por Philip Gingerich y fechados hace 47 millones de años.
Posteriormente, sus descendientes tuvieron sus orificios nasales en una posición más alta en la cabeza, adaptándose progresivamente a la vida marina, se alejaron costas y se volvieron cada vez más hidrodinámicos. El oído era muy similar al de una ballena, aunque el estilo natatorio era muy diferente. También tenía una fuerte cola que hacía la función de timón.

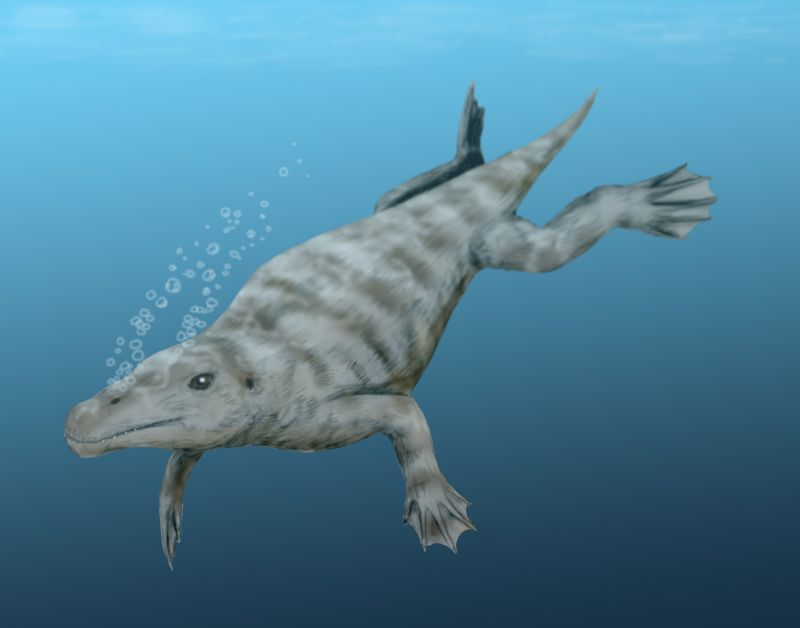
Georgiacetus vogtlensis.

Georgiacetus ("ballena" de Georgia) es un género extinto de cetáceos arqueocetos del Eoceno medio de lo que ahora es el Sur de los Estados Unidos. Poseía una cola muy primitiva, sin aleta caudal. También tenía patas y brazos considerables, parece que bien adaptados a la natación, pero inútiles para caminar en tierra. Medía unos 3 metros de largo y un peso de 200 a 400 kg.
Georgiacetus es un protocétido más bien avanzado, que probablemente existió desde final del Lutetiano, hasta principios de Bartoniense (hace unos 40 millones de años), justo antes de la aparición de los basilosauridos a finales del Bartoniano (hace unos 35 millones de años).
Georgiacetus tenía un rostro alargado, lo que eventualmente representaba una ventaja pues le facilitaba los movimientos ágiles laterales de la cabeza, que requería un animal consumidor de peces para capturarlos. La cresta sagital es alta y robusta, mientras que la fosa del masetero sobre la cara lateral de la mandíbula era incipiente. Estas características indican que los músculos primarios de los maxilares eran elementos superficiales del músculo temporal (eran animales mordedores, no masticadores). Esto es compatible con un estilo de alimentación de «atrapa y traga» con poca o ninguna masticación. Esta impresión se confirma por la dentición simple de forma cónica, con facetas verticales de desgaste.
Este animal evidente prefería presas grandes y activas. Esto puede deducirse por el reforzamiento de los huesos del rostro, la enorme fosa temporal (para los músculos temporales), y la presencia de un número pequeño de dientes grandes y relativamente romos, con muestras de desgaste en las puntas.

## Basilosáuridos (Basilosauridae)

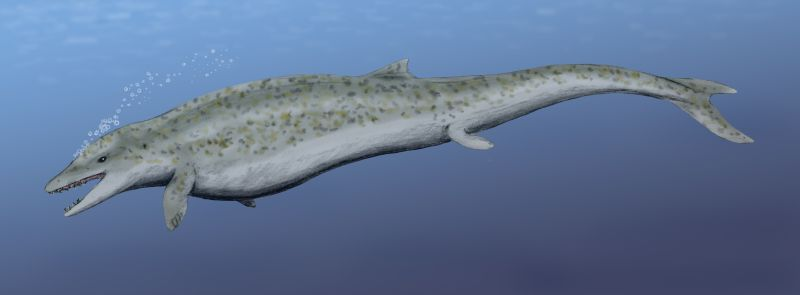
Dorudon.

El Basilosaurus (descubierto en 1840 e inicialmente confundido con un reptil, de ahí su nombre) y el Dorudon vivieron alrededor de 38 millones de años atrás (en ellos ya son reconocibles los rasgos de cetáceos, modernos) viviendo en su totalidad en el océano. El Basilosaurus era una criatura monstruosa, hasta 18 m de largo; el Dorudon alrededor de 5 m de largo.
A pesar de que se parecen mucho a los cetáceos modernos, tanto los basilosáuridos como dorudóntidos carecía del órgano del melón que permite a sus descendientes la ecolocalización. Tenían pequeños cerebros, lo que sugiere que fueron animales solitarios y no poseían la compleja estructura social moderna de algunos cetáceos. El Basilosaurus tenía dos pequeñas pero bien formadas piernas traseras que probablemente fueron utilizados para el agarre durante el apareamiento (un pequeño recordatorio de la vida de sus antepasados terrestres).

## Aparición de los misticetos

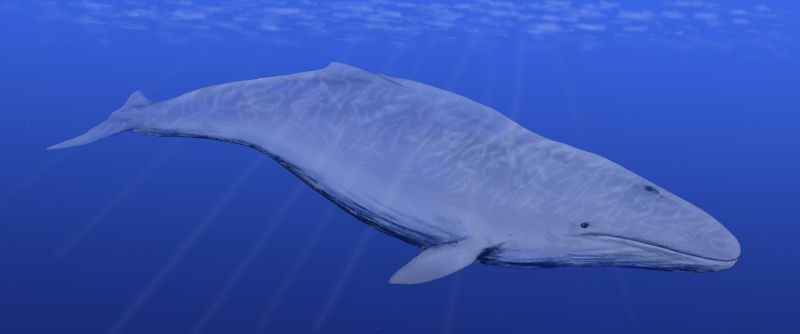
Cetotherium.

Los misticetos modernos son las ballenas con barbas, que se alimentan filtrando el agua, aunque puede variar un poco el tipo de alimento (desde kril a arenques). Los primeros miembros de estos grupos aparecieron durante el Mioceno medio. Estos cambios en su alimentación pudieron deberse a cambios ambientales y físicos en los océanos. Un gran cambio en la escala de las corrientes marinas y la temperatura podría haber iniciado la evolución de los modernos misticetos, dando lugar a la desaparición de las formas arcaicas (como por ejemplo, Basilosaurus).
En general se piensa que los cuatro representantes modernos de los mistocetos (Balaenidae, Balaenopteridae, Eschrichtiidae y Neobalaenidae) evolucionaron a partir del Cetotherium, sin embargo, esto es solo una especulación, pues estas cuatro familias modernas poseen características desconocidas en cualquier Cetotherium.

## Aparición de los odontocetos

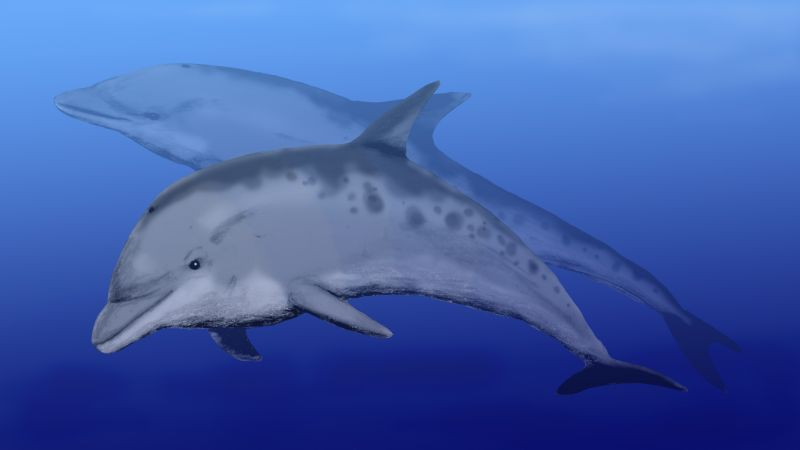
Kentriodon.

Durante el Mioceno temprano, comenzó a desarrollarse la ecolocalización por parte de los cetáceos, en su forma moderna. Florecieron diversas familias de delfines (Kentriodon y Hadrodelphis). Estos pertenecieron a los Kentriodontidae, que fueron pequeños y medianos cetáceos con gran cantidad de dientes, durante el Oligoceno tardío al Mioceno tardío.

## Evolución del esqueleto
Hoy en día, los cetáceos presentan como órgano vestigial lo que en algún momento de su evolución correspondía al coxal (hueso de la pelvis). Su función actual se reduce al anclaje de órganos genitales.
En un comienzo, cetáceos como el Pakicetus tenían las aberturas nasales en el extremo del hocico, más tarde en especies como el Rodhocetus, las aberturas habían iniciado la deriva hacia la parte superior del cráneo. Esto se conoce como deriva nasal.
Las extemidades superiores no cambiaron mucho internamente. Puede que las ballenas y delfines tengan aletas, pero aún conservan los huesos de sus antepasados, es decir, el cambio fue solamente externo.